# Satèl·lit geoestacionari

Satèl·lits geoestacionaris (vista superior). Per a un observador a la Terra en rotació, els dos satèl·lits semblen fixos en el cel en les seves respectives ubicacions.

Un satèl·lit geoestacionari és un satèl·lit artificial situat en òrbita geoestacionària. En aquesta òrbita el satèl·lit dona una volta a la Terra en el mateix temps que aquesta triga a donar una volta sobre ella mateixa. En conseqüència, la posició relativa del satèl·lit respecte a la superfície terrestre resta fixa.
S'utilitzen satèl·lits geoestacionaris especialment per a comunicacions (satèl·lits de comunicacions) i obtenció de dades meteorològiques (satèl·lits meteorològics). Molts dels satèl·lits més coneguts són satèl·lits geoestacionaris, com per exemple els satèl·lits Meteosat, Hispasat i Intelsat.

## Principals característiques

Satèl·lits geoestacionaris.

Els satèl·lits geoestacionaris acostumen a ser grans i complexos perquè és necessària una gran quantitat de combustible per arribar a l'òrbita geoestacionària i mantenir-la. Una altra raó és que la immensa majoria són satèl·lits de comunicacions comercials, que han de tenir vides útils molt llargues i una fiabilitat elevada.
El gran interès d'aquesta òrbita per a aquest tipus de satèl·lits és que, vist des de la terra, la posició del satèl·lit és fixa. Això evita que s'hagin d'utilitzar sistemes de seguiment en les antenes que han de rebre i enviar dades des de i cap al satèl·lit, cosa que complicaria molt la utilització del satèl·lit com a repetidor de comunicacions. Són l'únic tipus de satèl·lit artificial en el qual això és veritat.
En el cas dels satèl·lits meteorològics, el mateix fenomen permet d'enregistrar dades meteorològiques (imatges) des d'una mateixa posició amb força freqüència (1 imatge cada 15 minuts per al satèl·lit MeteoSat). Així els meteoròlegs disposen de dades suficients per estudiar el clima i fer prediccions acurades. L'obtenció d'imatges amb aquesta freqüència seria impossible amb un satèl·lit no geoestacionari, ja que aquests triguen força temps (de dies a setmanes) a tornar a passar per sobre d'un mateix indret.

## Posada en òrbita
A diferència del que passa amb els satèl·lits en òrbita baixa, el coet llançador gairebé mai posa el satèl·lit geoestacionari en la seva òrbita definitiva (molts coets no tenen capacitat per fer-ho). El llançador es limita a deixar-los en òrbita de transferència geoestacionària (Geostationary Transfert Orbit, GTO en anglès), que és una òrbita intermediària entre una òrbita baixa i l'òrbita geoestacionària. Després d'això, és el satèl·lit qui ha d'utilitzar els seus propis propulsors per inserir-se en la seva òrbita definitiva.
Normalment, els operadors del satèl·lit el fan realitzar entre dues i tres maniobres de canvi d'òrbita entre el llançament i la seva arribada a l'òrbita geoestacionària. Fer la posada en òrbita en més d'una etapa els permet de fer correccions i deixar el satèl·lit sobre una longitud molt precisa.

## Manteniment de l'òrbita
La quantitat de satèl·lits que poden restar en òrbita geoestacionària és limitada. Per això, la unió internacional de comunicacions (ITU, http://www.itu.int) ha dividit aquesta òrbita en una sèrie de "finestres" i regula quins satèl·lits s'hi poden instal·lar. Així s'eviten problemes de col·lisió, interferències i contaminació entre satèl·lits. El manteniment de l'òrbita d'un satèl·lit geoestacionari consisteix a restar dins de la finestra que li ha estat assignada.
L'òrbita geoestacionària és inestable a la llarga durada. Dues pertorbacions naturals fan que els satèl·lits acabin sortint d'aquesta finestra:
- El potencial luni-solar, o deriva Nord-Sud: Els efectes gravitatoris combinats de la Lluna i el Sol fan que augmenti la inclinació de l'òrbita del satèl·lit (deixi de ser equatorial).
- La deriva de la longitud, o deriva Est-Oest: El fet que la Terra no és una esfera perfecta fa que els satèl·lits geoestacionaris derivin cap a certes posicions de longitud, i no restin sobre el punt de la superfície sobre el qual han de funcionar.

El manteniment de l'òrbita d'un satèl·lit geoestacionari consisteix, doncs, a contrarestar aquestes derives mitjançant maniobres periòdiques realitzades pel mateix sistema de propulsió del satèl·lit. Aquestes maniobres de correcció d'òrbita s'han de realitzar durant tota la vida útil del satèl·lit, de manera que en molts casos és la fi del combustible el que marca la fi d'aquesta vida útil, i no pas les avaries que pugui patir el satèl·lit.

## Òrbita cementiri
Com que l'espai en òrbita geoestacionària és limitat, s'ha de procurar que els satèl·lits en desús no hi restin per així poder deixar espai per a nous satèl·lits geoestacionaris. Moltes vegades aquesta fi de vida és perfectament previsible, ja que està marcada pel buidatge dels dipòsits de propergols del satèl·lit. Sense capacitat de fer correccions d'òrbita el satèl·lit acaba irremeiablement derivant de la seva posició, cosa que el fa inexplotable comercialment.
Desorbitar el satèl·lit no és una opció viable a causa de la gran altura a la qual es troben els satèl·lits geoestacionaris. Com a alternativa, s'utilitza el que queda de les reserves de combustible per posar-lo en una òrbita més elevada, on no farà nosa una vegada sigui abandonat. És el que s'anomena òrbita cementiri. Normalment es tracta d'una òrbita situada al voltant de 36100 km (300 km enllà de l'òrbita geoestacionària).

## Història
La utilització de satèl·lits artificials per a comunicacions va ser suggerida per primer cop pel conegut escriptor de ciència-ficció Arthur C. Clarke (llavors enginyer de telecomunicació) l'octubre de 1945 en un article publicat a la revista Wireless World amb el títol "Extraterrestrial relays"., basant-se en l'obra Das Problem der Befahrung des Weltraums, de Hermann Noordung, (1929).
El concepte es va fer realitat 20 anys després amb el llançament de Syncom-3 el 19 d'agost de 1964 per un coet Delta-D. Syncom fou una sèrie de satèl·lits experimentals de la NASA per provar el concepte de comunicacions per satèl·lits geoestacionaris.
Menys d'un any després, el 6 d'abril de 1965 la llavors corporació internacional Intelsat va posar en òrbita Intelsat-1 (també conegut amb el nom d'Early Bird) el primer satèl·lit geoestacionari de comunicacions operacional, que va estar en funcionament fins a l'any 1969.
D'aleshores ençà el nombre de satèl·lits geoestacionaris no ha parat d'augmentar i actualment sobrepassa els 300, la majoria satèl·lits de comunicacions. Altres fites destacables són:
- 10 de novembre de 1972: Llançament d'Anik-A1 (també conegut com a Telesat-1), primer satèl·lit geoestacionari de difusió de televisió directa.
- 19 de desembre de 1974: Llançament de Symphonie-1 primer satèl·lit geoestacionari europeu.
- 16 d'octubre de 1975: Llançament de GOES-1, primer satèl·lit meteorològic de caràcter operacional en òrbita geoestacionària.
- 23 de novembre de 1977: Llançament de Meteosat-1, primer satèl·lit de la família Meteosat.
- 10 de setembre de 1992: Llançament d'Hispasat-1A, primer satèl·lit geoestacionari finançat i operat per capital espanyol.